# Wilhelm Wagner (Architekt, 1875)
Wilhelm Wagner (* 2. September 1875 in Rudolstadt; † 1953 in Berlin) war ein deutscher Architekt, kommunaler Baubeamter und Fachschullehrer, der in verschiedenen deutschen Städten und Regionen wirkte.

## Leben
Nach dem Schulbesuch studierte Wagner Architektur an der Technischen Hochschule Braunschweig und an der Technischen Hochschule München. Seit dem Studium gehörte er der Braunschweiger Burschenschaft Alemannia und der Münchener Burschenschaft Arminia an. Er arbeitete – wohl während seines Referendariats – im Atelier von Franz Schwechten in Berlin. Auch bei der Hochbaudeputation in Stettin und den Kreisbauinspektionen Potsdam und Köln soll er tätig gewesen sein.
Wagner bestand 1903 das Zweite Staatsexamen, kurz nach der anschließenden Ernennung zum Regierungsbaumeister (Assessor in der öffentlichen Bauverwaltung) schied er aber vorübergehend aus dem preußischen Staatsdienst aus. Er bekam Anstellungen als Lehrer an der Herzoglich Braunschweigischen Baugewerkschule Holzminden und an der Kölner Gewerbefachschule. An eine kurze Tätigkeit als Hochschulassistent bei Johannes Vollmer an der Technischen Hochschule (Berlin-)Charlottenburg schlossen sich Anstellungen in den kommunalen Bauverwaltungen von Naumburg (Saale), Gelsenkirchen (1904–1906) und Glogau an. Als Stadtbaurat in Glogau war er nebenamtlich als Preisrichter bei verschiedenen Architektenwettbewerben im Bereich Niederschlesiens tätig und erhielt Ende 1911 oder Anfang 1912 den preußischen Kronen-Orden IV. Klasse.
1914 wurde er zum Direktor der 2. Handwerkerschule Berlin, der späteren Städtischen Kunst- und Handwerkerschule ernannt. In diesem Amt wurde ihm später der Professoren-Titel verliehen.
In den 1920er Jahren waren Wagners Bauten vom Expressionismus und von der Neuen Sachlichkeit geprägt, vorrangig unter Verwendung von Klinkern für die Fassaden; als gestalterische Elemente kamen Zahnschnitte, Zickzackbänder, Lisenen, Maßwerkbrüstungen oder Zinnenkränze am oberen Fassadenabschluss zum Einsatz.
1930 wurde er aus unbekannten Gründen zwangspensioniert, ohne dass eine spätere anderweitige Berufsausübung zu belegen wäre.
Im Stadtarchiv Rudolstadt ist ein Nachlass-Bestand Wagners erhalten, der persönliche Dokumente, Architekturzeichnungen, Stadt- und siedlungsplanerische Entwürfe sowie Fotos – insgesamt über 400 Dokumente – enthält.

## Bauten und Entwürfe
- 1903: Wettbewerbsentwurf (Motto „Hochzeitstag“) für ein Deutsches Künstlerheim in Rom im Schinkel-Wettbewerb (prämiert mit dem 1. Preis)[6]
- 1908–1909: Städtische Realschule am König-Friedrich-Platz in Glogau[1][7]
- 1907–1914: Stadterweiterungs-Planungen für Glogau (nach der Beseitigung der Festungsanlagen)
- 1910–1911: Kreishaus in Glogau[1][7]
- 1910–1911: Grabmal des Sägewerksbesitzers Franz Schlobach auf dem Südfriedhof in Leipzig[8]
- um 1912: Entwurf für ein Corpshaus der Burschenschaft Alemannia in Braunschweig[9]
- vor 1915: Offizierskasino in Glogau[1]
- fertiggestellt 1916: evangelische Erlöserkirche in Grünberg (nach 1945 Kościół pw. Najświętszego Zbawiciela)[1]
- 1923–1928: Bahnhof Wandlitzsee und Strandbad in Wandlitz[1]
- 1925–1926: Rathaus in Neuenhagen bei Berlin (als Kombination von Verwaltungsgebäude und Wasserturm)[10][11]